# 劉敬宣
劉敬宣（371年—415年5月26日），字萬壽，小字阿壽，彭城（今江蘇徐州市）人。東晉末年將領，其父劉牢之亦為東晉將領。劉牢之因謀叛桓玄而自殺身亡，其後劉敬宣逃奔至南燕，在劉裕討伐桓玄時劉敬宣歸國，入晉後官至右將軍。

## 生平

### 將門之子
劉敬宣父祖世代都為將，以壯健勇敢而見稱，其父劉牢之更曾參與淝水之戰，為國擊敗前秦。隆安二年（398年），青兗二州刺史王恭以討伐司馬尚之兄弟之名起兵，時任王恭司馬的劉牢之因為王恭只以一般將領看待他而深感不滿。司馬元顯於是派了高素策反劉牢之，並許以王恭的職位授予劉牢之。劉牢之當時就詢問劉敬宣意見，劉敬宣就說：「朝廷雖然沒有周成王、周康王時那樣好，但亦不像周幽王、周厲王時那样差；而王恭現在恃著其軍隊，欺罔蔑視王室，大人你與他並非骨肉之親，也沒君臣之義，一起做事時交流亦少，喜好志向亦都不相同，現在討伐他，又何須顧慮情義上的問題呀！」劉牢之於是決意叛變。及後王恭命劉牢之率帳下督顏延擔任前鋒，而劉牢之走到竹里就斬殺顏延，歸降朝廷，並命劉敬宣及高雅之率軍襲擊王恭。當時王恭正在閱兵，劉敬宣突然襲擊令王恭部眾潰敗，而高雅之亦已關上城門，王恭於是出逃，最終被捕處死。
隆安三年（399年），孫恩起事，劉敬宣隨父率軍討伐，並領兵從敵後進擊，終擊敗了孫恩叛軍，攻下了會稽郡，孫恩率眾逃到海島中。隆安四年（400年），司馬元顯升後將軍，召劉敬宣為其諮議參軍，加寧朔將軍，不久加淮南太守，又遷任後軍從事中郎。隆安五年（401年），孫恩進攻劉裕駐守的句章，但久攻不下，劉敬宣於是自請救援劉裕，終擊退孫恩。
劉敬宣在平定孫恩之亂時，擔憂國家紛亂，與屢立戰功的劉裕結交，情誼甚深。另一方面，作為司馬元顯的屬官，劉敬宣眼見元顯驕縱放肆，每次參與宴會既不飲酒，亦不投入，反令元顯甚為不滿。元興元年（402年），司馬元顯進位驃騎大將軍，劉敬宣後跟隨遷府，並在後久遷輔國將軍。同年司馬元顯討伐荊州刺史桓玄，桓玄率兵東下，然而司馬元顯雖然名為征討大都督，其實一直在酒醉之中，留在建康。受命為前鋒都督的劉牢之正是司馬元顯對付桓玄的的唯一把握，然而劉牢之每次去見他都不成。桓玄逼近建康時派了何穆做使者游說劉牢之倒戈，劉牢之十分同意何穆所言，打算答應。劉敬宣大力反對，指出桓玄事成則等同於東漢末年董卓入京亂政那樣，劉牢之卻一直想著若果消滅桓玄，自己會遭司馬元顯加害，最終還是決定請降，並派了劉敬宣去當人質。桓玄當時其實已有剷除劉牢之的心意，於是特地設宴宴請劉敬宣，並與他一同觀賞書畫，以令其安心，又以劉敬宣為自己的諮議參軍；劉敬宣不知桓玄的陰謀，然而知情的桓玄部屬們卻都在笑。

### 出奔南燕
劉牢之降桓玄，令桓玄順利消滅了司馬道子及司馬元顯的勢力，執掌朝政，接著就調劉牢之任會稽太守，調離京口，劉牢之知這是削奪其軍權的行為。劉敬宣以勸父受命為由回到父親身邊，並勸父親襲擊桓玄，然而劉牢之卻遲疑。劉牢之打算北據廣陵（今江蘇揚州市）對抗桓玄，但劉裕以及其他僚屬都不同意，其參軍劉襲更指斥他「一人三反，何以自立」。劉牢之由是恐懼，於是派劉敬宣到京口帶家屬與自己離開。劉敬宣過了約定時間還未到，劉牢之以為家人都已被殺，於新洲自縊而死。劉敬宣隨後趕到，哭也來不及就投奔時任廣陵相的高雅之。
劉敬宣及後與高雅之及司馬休之出走洛陽，向後秦求援，後秦君主姚興於是命他們到關東募兵。劉敬宣得人收得數千人，並返回彭城郡就收集義舊。當時劉襲等人已遭桓玄殺害，時任冀州刺史的劉襲弟劉軌於是請劉敬宣等與其共據山陽，起兵反抗桓玄。然而眾人未能攻下山陽，部眾解散，眾人於是分別投奔後秦和南燕，劉敬宣與高雅之及司馬休之都投歸南燕。
劉敬宣在南燕並未安於當地，反而聯結青州大姓清河崔氏、渤海封氏以及鮮卑豪族，圖謀推翻南燕皇帝慕容德，改立為晉宗室的司馬休之，復興晉室。元興三年（404年），高雅之打算讓甚受慕容德寵信的劉軌以參加，然而劉敬宣認定劉軌年老，只想安於當地，反對告訴他。高雅之還是告知劉軌，劉軌果然不允，反讓圖謀敗露，劉軌及高雅之相繼被殺，劉敬宣就與司馬休之出逃。二人走到淮河、泗水一帶時知劉裕已舉兵擊敗桓玄，於是重回東晉。劉裕亦以劉敬宣為輔國將軍、晉陵太守，襲封父爵武岡縣男。

### 復歸東晉
劉敬宣回國不久，桓歆就與氐帥楊秋侵襲歷陽（今安徽和縣），劉敬宣參與討伐。接著就遷任建威將軍、江州刺史。劉敬宣在江州徵集軍糧、船艦以及其他軍用物資，務求令儲備豐盈，同年西征荊州的劉毅和何無忌等敗給桓振，被逼撤守尋陽（今江西九江市），正是因為劉敬宣才得以迅速恢復元氣。劉敬宣又擊敗了試圖進攻豫章郡（今江西南昌市）的桓亮。
劉敬宣在荊州未定時已獲授江州刺史，起初他就以無功勞，不應在劉毅和何無忌受封賞之前受職而推辭，但劉裕堅持。劉毅收復江陵，驅逐桓楚殘餘勢力後，就說劉敬宣沒有參與劉裕的起義行動，說這麼早就讓他任晉陵太守已是過於優待，任江州刺史更是駭然。劉敬宣十分不安，於是自表解職。然而劉裕仍然賜他房屋和每月三十萬的金錢資助，一同出游時亦賜給甚豐。
後劉敬宣又任冠軍將軍、宣城內史、襄城太守。義熙三年（407年），劉裕為讓劉敬宣立功，於是假劉敬宣節，監征蜀諸軍事，率軍五千征討西蜀。劉敬宣於次年（408年）入長江三峽，命溫祚自外水進軍，自率主力經內水由墊江（今重慶市墊江縣）進攻成都（今四川成都）。劉敬宣到了離成都五百里的黃虎（今四川綿陽東南）卻為譙道福所阻，兩軍相持六十多日後劉敬宣仍無法前進，其時晉軍糧盡兼有疫病，死了大半人，被逼撤軍。劉敬宣因此戰失敗而免官，封戶亦被削去三分之一。
義熙五年（409年），劉裕北伐南燕，劉敬宣以中軍諮議參軍，加冠軍將軍隨行。燕晉兩軍於臨朐（今山東臨朐縣）城以南決戰，時胡藩乘虛襲擊臨朐城，並令城內的南燕皇帝慕容超出奔城外大軍。劉敬宣於是與劉藩等人奮力進擊，終大敗南燕軍，慕容超逃歸廣固（今山東青州市），劉敬宣亦隨軍進圍廣固。義熙六年（410年），廣固城陷，南燕滅亡，慕容超被俘，但神色自若，沒有說話，只將母親託付給劉敬宣。
在攻滅南燕的同年，盧循乘劉裕北伐而作亂，並進逼建康，劉敬宣遂隨劉裕率軍回防建康。劉敬宣受命領鮮卑虎班突騎防禦盧循，後遷使持節、督馬頭淮西諸郡軍事、鎮蠻護軍、淮南安豐二郡太守、梁國內史。同年盧循撤回江州，劉敬宣就與劉裕於年末出兵江州討伐盧循，終大敗對方，令其逃廣州。後轉左衞將軍，加散騎常侍。
義熙八年（412年），劉毅出任荊州刺史，因劉毅一直不服在劉裕之下，既任荊州就想借長江上游的優勢恃機進攻劉裕，故特向劉敬宣說想以他為南蠻校尉、府長史，圖拉攏劉敬宣並離間他與劉裕。劉敬宣因恐懼而報告劉裕，劉裕就笑說：「但令老兄你平安，不必過慮了。」後劉敬宣外調為使持節、督北青州軍事、征虜將軍、北青州刺史，領清河太守，後又再領冀州刺史。雖然劉敬宣對劉毅保持距離，但是與劉毅同黨的高門謝混，卻對劉敬宣親近交納、排斥劉裕的心腹重臣劉穆之（同年謝混就因為交結劉毅對抗劉裕，而被劉裕殺死）。又劉裕於同年西伐劉毅，以諸葛長民監太尉留府事務，而諸葛長民則打算作亂，於是寫信要聯結劉敬宣一起起事，不過劉敬宣卻斷然拒絕，並派使者向劉裕報告諸葛長民的書信。劉裕於是相信劉敬宣不會辜負自己。

### 遇刺身亡
劉敬宣於義熙十一年（415年）進號右將軍。同年劉裕出兵討伐荊州刺史司馬休之，司馬休之在上書指責劉裕懷不臣之心、「問鼎之迹」的同時，也強調自己跟雍州刺史魯宗之、北青州刺史劉敬宣因為忠於晉室，遭到劉裕的猜忌排斥。
結果奇特的是，當時劉敬宣參軍司馬道賜是晉室疏宗，知道司馬休之反抗劉裕後就聯同同府的辟閭道秀和將領王猛子謀殺劉敬宣，據守廣固聲援司馬休之。四月乙卯日（5月26日），劉敬宣召見辟閭道秀，讓身邊隨從侍衞都迴避，王猛子於是借機用劉敬宣的護身刀刺殺他。不過劉敬宣死後，其部屬就隨即討伐司馬道賜等人，很快就消滅了他們。劉敬宣死時四十五歲，劉裕聞喪甚為哀傷，讓劉敬宣的兒子劉光祖繼承爵位。但五年後劉裕篡晉建宋，卻把劉光祖的封國爵位削除了，南齊史官沈約認為劉裕不讓劉敬宣的子孫享有爵位，在恩禮上有厚薄之分的差別待遇。

## 性格特徵
劉敬宣為人寬厚，善於接待人，而且多才多藝，射箭、騎馬、音律無一不通，故此即使是出身高門陳郡謝氏的謝混也與他結交。
他亦有孝道，八歲喪母時晝夜號哭，親屬見此都對他特別重視。及後佛誕，劉敬宣見眾人浴佛，於是拿下頭上金鏡，為母浴佛，更忍不住悲傷哭了起來。

## 逸事
劉敬宣通曉天文，故在桓玄得志後，就知道必定有人興復晉室。在南燕時，劉敬宣夢見自己吃丸，他認為丸即是桓，既然他吞吃了桓，那麼他就是興復晉室的人，故此才意圖弒殺慕容德，立司馬休之為主。
劉敬宣死前不久的一次宴會中，突然有一隻草鞋從天而降，直接跌在劉敬宣的食器上，還已相當破舊了。未幾劉敬宣就遇害。

## 子女
- 劉光祖，《宋書》作劉祖，嗣子。

## 延伸阅读
[在维基数据编辑]
 《宋書·卷47》，出自沈约《宋书》
 《南史·卷17》，出自李延壽《南史》